# Clube do 3 de outubro
Le Clube do 3 de outubro ou Clube 3 de outubro (Club du 3 octobre) est un "parti" politique militaire fondé en février 1931 à Rio de Janeiro par le général Góes Monteiro, inventeur de l'Estado Novo que Getúlio Vargas mit en place et dirigea. Il tire son nom de la date du coup d'État qui amena Getulio Vargas au pouvoir, lors de la révolution d'octobre 1930 que Góes Monteiro dirigea.
La raison de la création du mouvement, selon son fondateur : "Mon objectif, lorsque j'ai fondé le Clube, fut d'mpêcher que les tenentes [chefs militaires rebelles] ne discutent de politique dans les casernes, celle-ci se trouvant ainsi circonscrite dans le Clube, ce qui préservait la discipline et donnait l'occasion de récocilier les officiers révolutionnaires et leurs adversaires".
Une ébauche de son programme fut diffusée en février 1932. Le mouvement rejetait le fédéralisme oligarchique qui était en vigueur dans la Vieille république renversée en 1930 et défendait un pouvoir central fort. Il prônait l'intervention de l'État dans l'économie avec l'objectif de la moderniser ; la cohabitation de la représentation politique sur une base territoriale (municipalisme) avec la représentation corporative élue par les organisations professionnelles reconnues par le gouvernement ; la mise en place de conseils techniques d'appui au gouvernement ; l'élimination de la grande propriété agraire au moyen de l'impôt ou par la confiscation ; la nationalisation des activités économiques telles que les transports, l'exploitation des ressources hydriques et minérales, l'administration des ports, etc. ; la mise en place d'un système de protection sociale et d'une législation du travail.
Ce mouvement fut donc un lieu de réflexion des militaires et de l'homogénisation de l'Armée en vue de la participation à un quelconque pouvoir.
En raison de divers évènements de la vie politique brésilienne à partir de février 1932 - dont la Révolution constitutionnaliste de la même année -, l'influence du Clube déclina. Ses membres l'ont dissout en avril 1935.
Du Clube sortiront des fondateurs de l'União Democrática Nacional (Union Démocratique Nationale - UDN) et d'autres dirigeants des coups d'État à venir au Brésil. Góes Monteiro, lui, sera un des fondateurs du Partido Social Democrático (Parti Social Démocratique - PSD), opposition de l'UDN.